# رین سانگ
رین سانگ (انگلیسی: RainSong) شرکت تجهیزات موسیقی آمریکایی است، که در سال ۱۹۸۲ تأسیس شد.